# Helolampis mellipes
Helolampis mellipes är en insektsart som beskrevs av Marius Descamps 1983. Helolampis mellipes ingår i släktet Helolampis och familjen Romaleidae. Inga underarter finns listade i Catalogue of Life.